# Sara Ramírez
Sara Ramírez (Mazatlán, Meksiko, 31. kolovoza 1975.) meksička je osoba koja je glumac i pjevač. Najpoznatija je uloga Calliope Callie Torres u TV seriji Uvod u anatomiju.
Ramírez je nebinarna osoba.